# Sylvia – Eine Klasse für sich
Sylvia – Eine Klasse für sich war eine deutsche Familienserie, die von Sat.1 produziert und erstausgestrahlt wurde.

## Handlung
Sylvia Waldmann ist eine beliebte Lehrerin am Münchner Franz-Josef-Strauß-Gymnasium (für das das Oskar-von-Miller-Gymnasium die Kulisse bildet). Speziell für diesen Posten zog sie nach München. Für die Schüler ist sie bei schulischen und privaten Problemen die erste Ansprechpartnerin.

## Gastrollen
- Thure Riefenstein
- Heinz Hoenig
- Horst Janson
- Mascha Gohlke

## Dies und Das
- Der Produzent Bernd Tewaag ist der Ex-Mann der Hauptdarstellerin Uschi Glas.
- Gedreht wurde in München und Umgebung.
- Die Serie ist bereits komplett auf DVD erschienen.